# Atanasio Cruz Aguirre
Atanasio de la Cruz Aguirre Aguado (Montevideo, 2 giugno 1801 – Montevideo, 28 settembre 1875) è stato un politico uruguaiano.
È stato Presidente dell'Uruguay dal 1º marzo 1864 al 15 febbraio 1865.